# Sotkindad brynblomfluga
Sotkindad brynblomfluga (Epistrophe melanostoma) är en tvåvingeart som först beskrevs av Zetterstedt 1843.  Sotkindad brynblomfluga ingår i släktet brynblomflugor, och familjen blomflugor.
Artens utbredningsområde är Sverige. Arten är reproducerande i Sverige. Inga underarter finns listade i Catalogue of Life.